# Lysandra semisyngrapha-subocellata
Lysandra semisyngrapha-subocellata är en fjärilsart som beskrevs av Tutt. Lysandra semisyngrapha-subocellata ingår i släktet Lysandra och familjen juvelvingar. Inga underarter finns listade i Catalogue of Life.